# Троу, Элис
Элис Эшлин Троу (англ. Elise Ashlyn Trouw; род. 27 апреля 1999) — американская певица, автор песен и мультиинструменталист.
Отмечается влияние на её творчество Radiohead, The Police, Адель, Джона Мейера, Steely Dan и Tower of Power.

## Ранняя жизнь
Элис родилась в Ньюпорт-Бич, штат Калифорния, в семье Ари и Энн Троу. В раннем возрасте она переехал с родителями в Сан-Диего. В шесть лет она научилась играть на пианино, движимая желанием исполнить My Immortal группы Evanescence. В возрасте десяти лет Элис начала брать уроки игры на барабанах с инструктором Дэйвом Блэкберном в Калифорнии, после занятий на виртуальных барабанах в видеоигре Rock Band.
Троу посещала Школу Епископа в Сан-Диего с 7-го по 11-й класс, покинув её до последнего года обучения, чтобы продолжить свою музыкальную карьеру. Во время учёбы также она также была выбрана в качестве члена группы выпускников музыкального лагеря «Грэмми» Национальной академии искусства и науки звукозаписи, что позволило ей выступить вместе с Сэмом Хантом для Club Nokia 11 февраля 2016 года.

## Музыкальная карьера
В ноябре 2015 года она подписала контракт на запись одного альбома с Pacific Records из Сан-Диего. В сентябре 2016 года она покинула Pacific Records, выкупив свой контракт и сохранив за собой все права на свою музыку. В октябре 2016 года она выпустила четыре сингла: X Marks the Spot, She Talking, Your Way и Burn. В феврале 2017 года она выпустила свой первый альбом Unraveling.
24 февраля 2017 года Троу выпустила свой дебютный альбом из десяти песен под собственным лейблом Goober Records, базирующимся в Сан-Диего. В альбоме представлены песни Элис, а также её работы на барабанах, гитаре, фортепиано и бас-гитаре; сведение и мастеринг треков сделали Алан Сандерсон и Кристофер Хоффи. Троу выступила в качестве барабанщика в клипе Фокса Уайлда Soap 4 апреля 2017 года. 7 мая 2017 года Троу отпраздновала выпуск своего дебютного альбома и своё 18-летие в лофте Калифорнийского университета в Сан-Диего.
В конце 2017 и начале 2018 года она выпустила два живых мэшапа с зацикливанием звука, которые стали очень популярными на Facebook и YouTube.
В настоящее время она сотрудничает с Pearl Drums, Paiste и Regaltip.
Троу появилась на шоу Джимми Киммела 8 февраля 2018 года.
В 2016 году она была названа SoundDiego одним из лучших молодых исполнителей Сан-Диего, а NBC 7’s назвала её «Прорывом года 2017».